# Andergasse 106
Das Haus in der Andergasse 106 ist ein Anwesen in Neustadt an der Weinstraße, bei dem als Spolien eingebaute mittelalterliche Spitzbogengewände denkmalgeschützt sind.

## Lage
Das Gebäude befindet sich innerhalb des Stadtteils Hambach an der Weinstraße an dessen südwestlichen Siedlungsrand innerhalb der örtlichen Andergasse.

## Gebäude

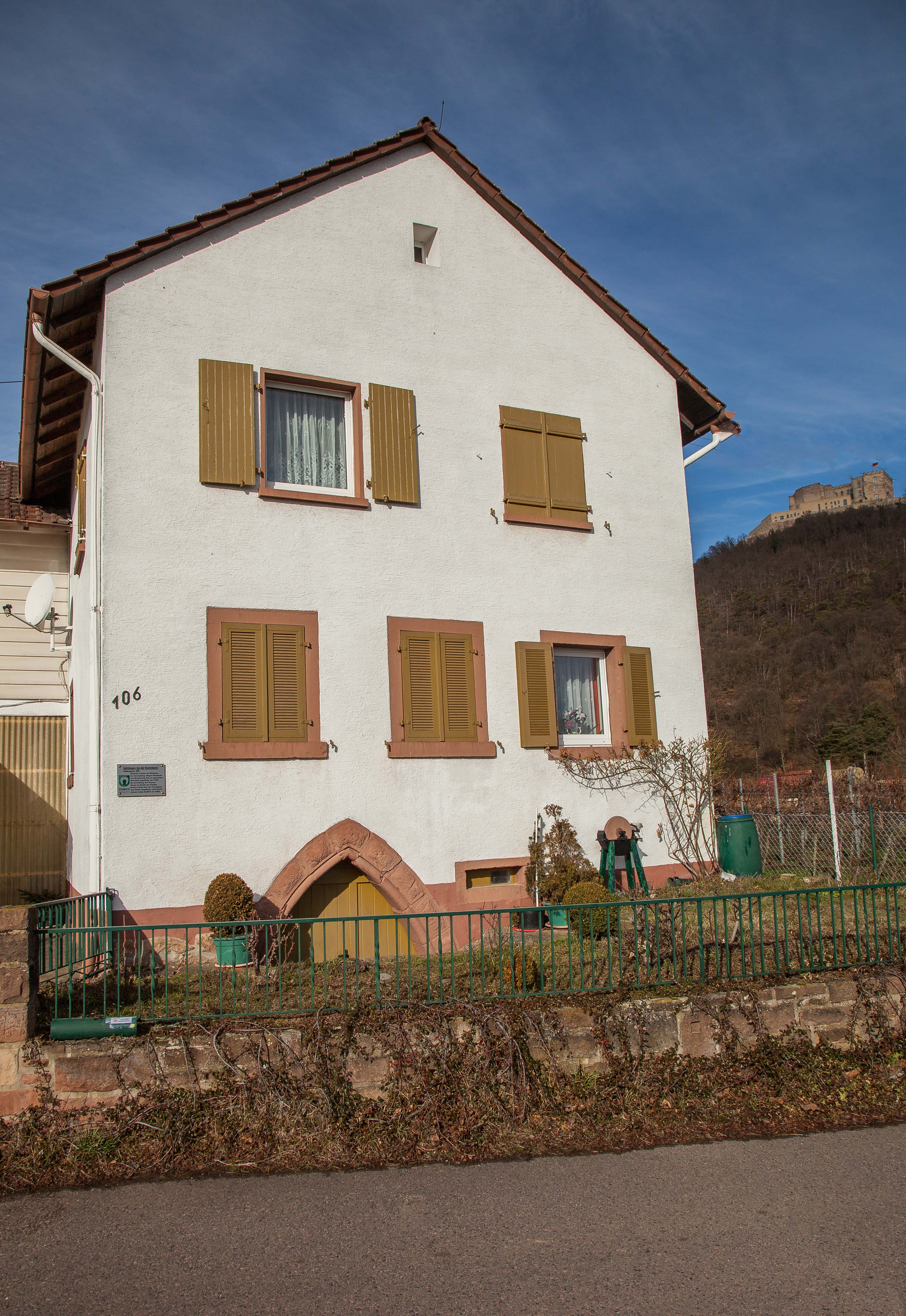
Haus mit Spolie (unten)

Das Haus enthält als Spolien einen denkmalgeschützten  Spitzbogen von der nahen Kästenburg, die später zum Hambacher Schloss umgebaut wurde. Dieser war einst ein Fenster im Wohnbau besagter Burg. Aufgrund des Rundstabs sowie der Bossierung ist er dem sogenannten Mischstil zugehörig und entstand um 1250.
Bei der Errichtung des Hauses wurde es als Türrahmen zum Keller eingebaut, mutmaßlich um 1800 durch den damaligen Besitzer Johann Adam Endlich. Inzwischen ist das Gebäude Eigentum der Familie Norbert Glas.
Im Laufe der 2000er Jahre wurde am Bauwerk – wie bei vielen anderen innerhalb von Hambach – eine Infotafel mit der Überschrift Spitzbogen von der Kästenburg angebracht, die einen geschichtlichen Abriss über das Gebäude enthält.